# NGC 1410
NGC 1410 is een elliptisch sterrenstelsel in het sterrenbeeld Stier. Het hemelobject ligt 300 miljoen lichtjaar (86 × 106 parsec) van de Aarde verwijderd en werd op 17 januari 1855 ontdekt door de Ierse astronoom William Parsons. Het hemelobject ligt ongeveer 23.000 lichtjaar van NGC 1409. Er wordt geschat dat beide sterrenstelsels in circa 200 miljoen jaar tijd zullen versmelten tot een grotere sterrenstelsel.

## Synoniemen
- PGC 13556
- UGC 2821
- MCG 0-10-12
- ZWG 391.28
- KCPG 93B
- VV 729
- 3ZW 55